# Veljko Vlahović
Veljko Vlahović (Trmanje, Podgorica, 1914 - Ginebra, 1975) fue un político yugoslavo de Montenegro, miembro del Partido Comunista de Yugoslavia desde 1935, participante en la guerra civil española. 

## Biografía

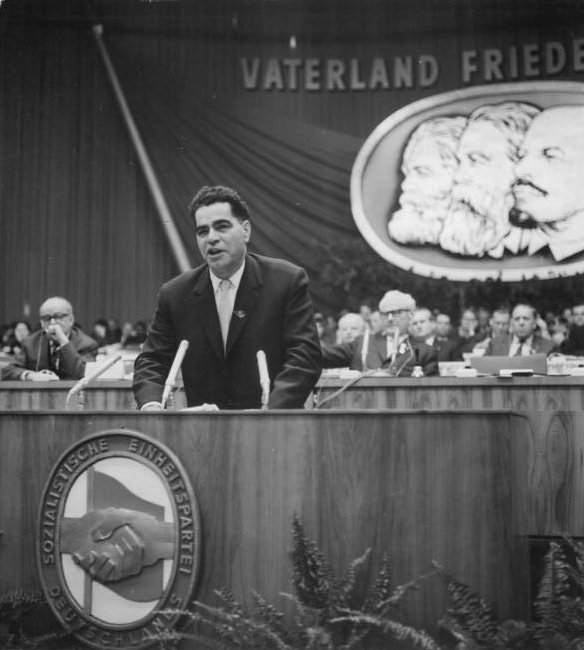
Veljko Vlahović, como miembro del Comité Ejecutivo del Comité Central de la Liga de los Comunistas de Yugoslavia, durante un congreso del Partido Socialista Unificado de Alemania celebrado en 1963 en Berlín.

Estudió en la Universidad de Belgrado, la Universidad Técnica de Praga, y La Sorbona (París), y terminó sus estudios de postgrado en Moscú. Participó con las Brigadas Internacionales en la guerra civil española y colaboró activamente en la organización de la Liga Juvenil Comunista de Yugoslavia. Durante la Segunda Guerra Mundial dirigió la Radio Libre de Yugoslavia. En 1944 se convirtió en redactor jefe del diario serbio comunista, Borba.  También se desempeñó como Viceministro de Relaciones Exteriores.
Vlahović fue esencial en la organización de los documentos del programa de la Liga de los Comunistas de Yugoslavia (Programa Saveza komunista Jugoslavije), también conocido como el Programa de Liubliana, que sentó los principios del titoísmo; así como en el 10.º Congreso del Partido, celebrado en 1958. Como tal, mantuvo una gran autoridad junto a Josip Broz Tito, ejerciendo como ideólogo intelectual del partido.